# Безстічна область

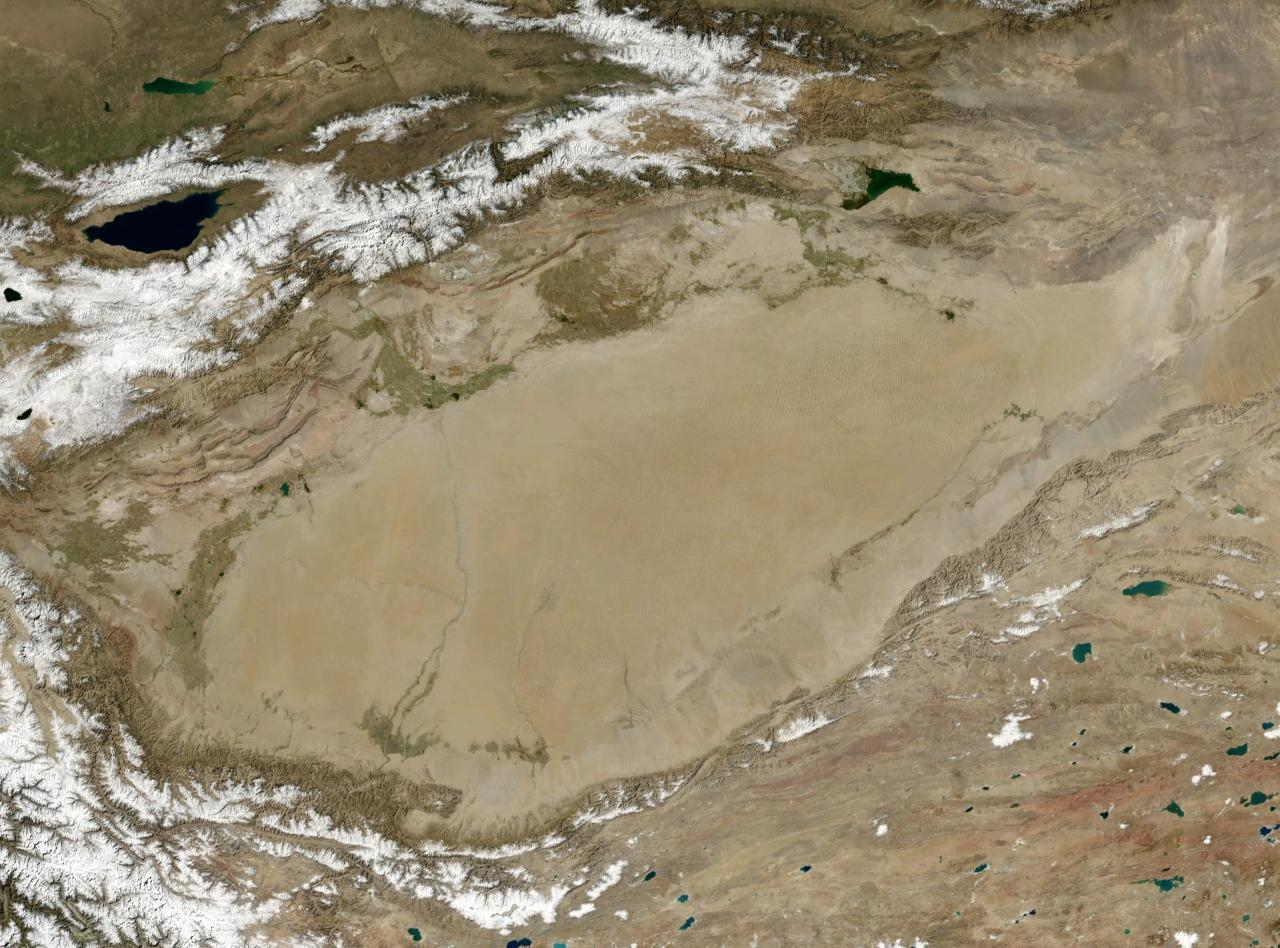
Фотографія НАСА безстічної області Таримського басейну

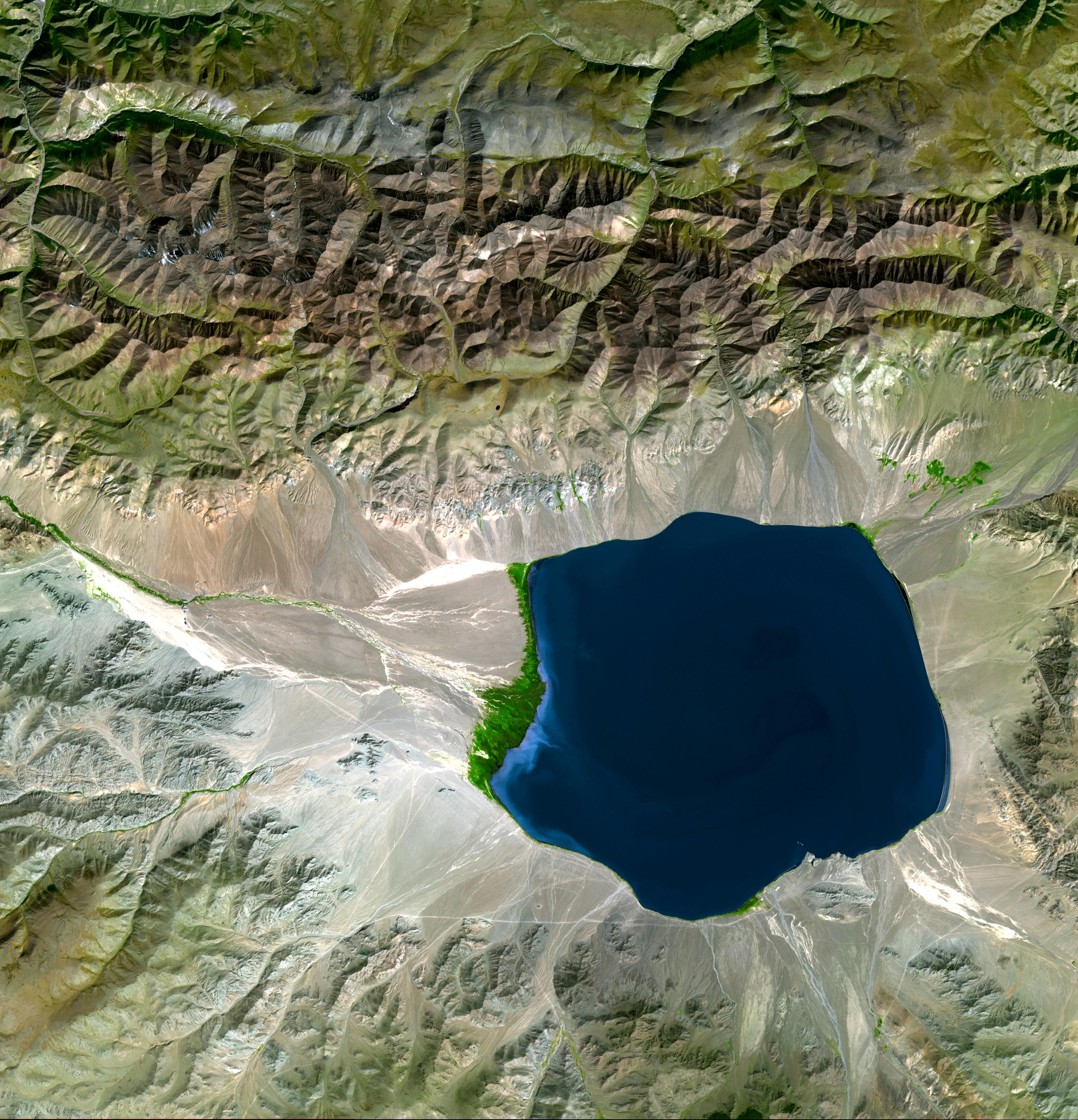
Безстічна область де ми можемо бачити рівні води

Безсті́чна о́бласть (англ. endorheic basin) — територія, що не має поверхневого стоку у Світовий океан. Води в безстічних областях або надходять у безстічні озера, або витрачаються на випаровування і майже не беруть участі у великому кругообігу води.

## Загальна характеристика
Безстічні області займають 20 % території суходолу.
Серед безстічних областей виділяють безстічні області з внутрішнім стоком, на території яких може випадати значна кількість опадів, сформована гідрографічна мережа водотоків, але всі вони несуть свої води у замкнуті безстічні озера (наприклад, басейни річок Волга, Урал — Каспійське море; Амудар'я і Сирдар'я — в Аральське море).
Є безстічні області, без поверхневого стоку (ареїчні області), тому що вся вода, що випадає на їхню поверхню швидко випаровується і стік не може сформуватися. В таких областях річи протікають лише транзитом. Ареїчні області займають 17 % поверхні материків. Найбільшими серед них є Сахара, пустелі Австралії та Центральної Азії та ін.
Вода безстічних областей бере участь у відносно самостійних кругообігах, а зв'язок зі Світовим океаном здійснюється лише шляхом перенесення вологи в пароподібному стані повітряними течіями, або (незначною мірою) підземним шляхом.
До безстічних басейнів належать такі найбільші озера світу, як Каспійське та Аральське моря, що є найбільшими у світі солоними водоймами, відрізаними від океану.
В межах України, між річками Молочною та Дніпром, розташована безстічна рівнинно-подова область.

## Безстічні озера
Більшість атмосферних опадів знаходить свою дорогу до океанів через мережу річок, озер і боліт. Проте існує низка водойм, які відносяться до безстічних басейнів, де рельєф не дозволяє їм стік в океан. Ці безстічні водозбірні басейни називають сточищем озера.
Безстічні озера, як правило, знаходяться в середині континенту, далеко від океану. Їхні вододіли часто обмежуються геологічними утвореннями, такими, як гірські хребти, які відрізують доступ до світового океану. Внутрішні поверхневі води випаровуються, залишаючи високу концентрацію мінералів та інших винесених водою продуктів ерозії. З часом ці продукти ерозії можуть призвести до того, що вода безстічного озера може стати відносно солоною. Оскільки основний відтік з цих озер в основному здійснюється за рахунок випаровування та інфільтрації, безстічні озера, як правило, чутливіші до забруднення вод та, в цілому, навколишнього середовища, ніж водні об'єкти, які мають доступ до світового океану.

## Походження
Безстічні регіони можуть бути в будь-яких кліматичних поясах, але найчастіше є в посушливих пустельних районах. У тих районах, де кількість атмосферних опадів вища, прибережна ерозія в цілому буде здатна промити дренажні канали (зокрема, під час повені), здолавши безстічну гідрологічну систему географічних бар'єрів і відкрити басейн до навколишньої території. Чорне море, ймовірно, є таким прикладом прориву у Середземне море.
Континенти різняться у частковому відношенні площ безстічних регіонів через географічні і кліматичні умови. Австралія має високий відсоток безстічних регіонів — 18 %, тоді як Північна Америка — 5 %. Приблизно 18 % суходолу належить до басейнів безстічних озер, найбільше таких районів в Азії.
У пустелях, опадів замало, а сонячне випаровування завелике, що призводить до різкого скорочення формування дренажних систем. Закритий стік часто призводить до концентрації солей і інших мінеральних речовин у безстічному озері.
Тимчасові безстічні озера висихають і на їх місці утворюються такири.
Постійні і сезонні безстічні озера можуть утворюватися в безстічних басейнах. Безстічні басейни в основному стабільні, зміни клімату із скороченням опадів змінюють береги озер. Навіть найбільш постійні безстічні озера змінюють розмір і форму, часто стають значно менше або діляться на декілька дрібніших частин під час посушливого сезону.
Людина освоїла раніше непридатні пустельні райони, відтак річкові системи, які живили багато безстічних озер, змінилися через спорудження гребель, каналів і водогонів. Це призвело до збільшення мінералізації (солоності) озерної води, підвищення концентрації забруднювальних речовин і порушення екосистем.

## Найбільші безстічні басейни і озера

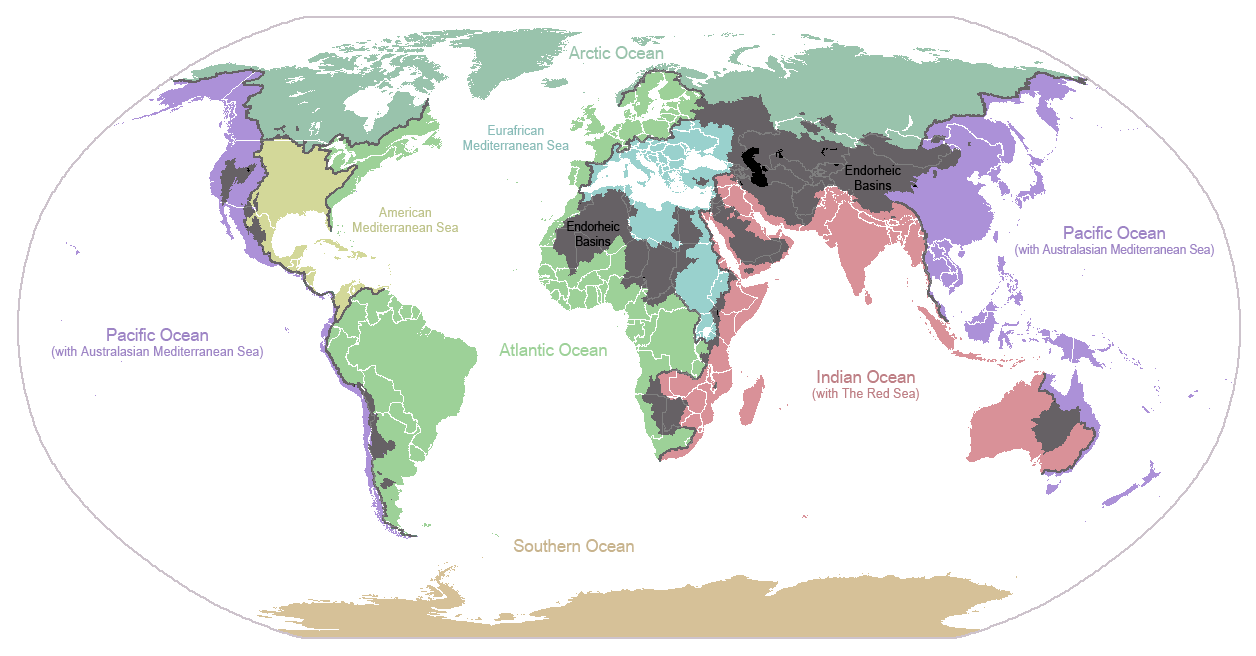
Найбільші безстічні басейни світу. Безстічні басейни зображені темно-сірим; Найбільші безстічні озера — чорним

### Антарктида
Безстічні озера в Антарктиці знаходяться в Сухих долинах Мак-Мердо, Земля Вікторії — найбільша вільна від криги область Антарктиди.
- Озеро Дон Хуан— підземне живлення від льодовика і залишається вільним від криги протягом всього року.
- Озеро Ванда в долині Райт має постійний льодовий шар, край якого тане влітку дозволяючи витікати найдовшій річці в Антарктиці — Онікс. Озеро має 70 м глибини і є надсолоним.
- Озеро Бонні розташоване в долині Тейлор має постійний льодовий шар і поділений на дві частини хребтом Бонні. Озеро живиться від танення льодовика. Його унікальна льодовикова історія призвела до утворення шару ропи в донних вод і шару питної води на поверхні.
- Озеро Гоаре, в долині Тейлор, є новітнім озером в Сухій долині, одержує живлення майже виключно з Канадського льодовика. Озеро має постійний льодовий шар.
- Озеро Фрикселл, розташовано у прилеглій до моря Росса долині Тейлор. Озеро має постійний льодовий шар і льодовикове живлення 6 тижнів на рік. Солоність води зростає зі збільшенням глибини.

### Азія

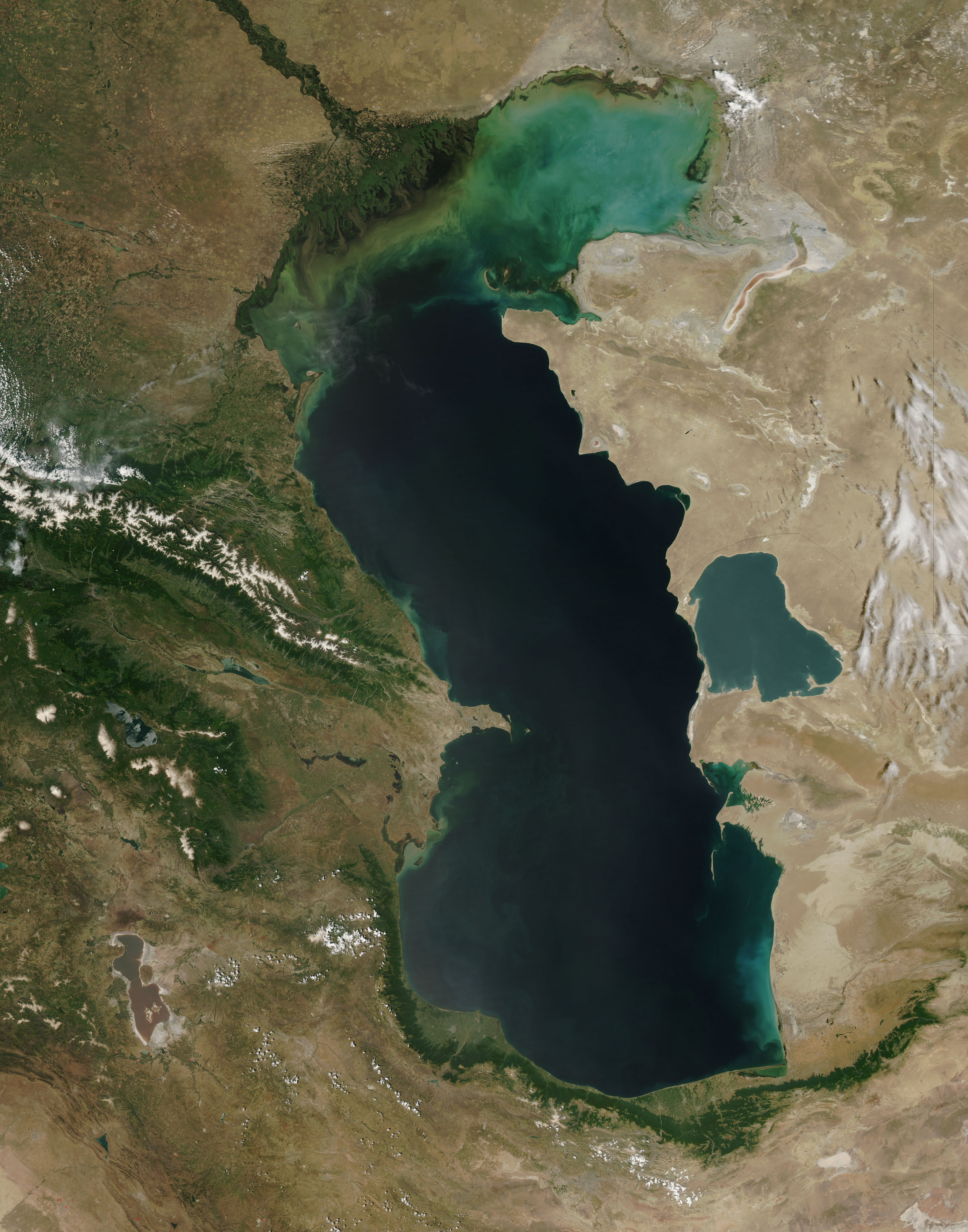
Каспійське море, величезний внутрішній басейн

Велика частина Західної і Центральної Азії частина єдиного гігантського внутрішнього басейну. Вона містить ряд озер, у тому числі:
- Центрально-Азійський внутрішній басейн, найбільший з трьох великих сточищ, що охоплюють Монголію.
- Басейн Каспійського моря, до нього відноситься і все сточище Волги.
- Річки, що живили Аральське море були використані на зрошування, що призвело до різкого скорочення озера.
- Озеро Балхаш.
- Лобнор, у південно-східній частині Сіньцзян-Уйгурського автономного району на північному заході Китаю.
- Іссик-Куль, Сонг-Куль і Чатир-Куль озера в Киргизстані.
- Систанський басейн в Ірані і Афганістані.
- Таримський басейн в Синьцзян-Уйгурському автономному районі.
- Басейн Убсу-Нур, Монголія, Республіка Тива, Росія.
- Мертве море, найнижча точка на поверхні Землі. Ізраїль і Йорданія.
- Самбарське солоне озеро в Раджастхані, північно-західна Індія.
- Озеро Ван в Туреччині, одне з найбільших безстічних озер світу.

### Австралія

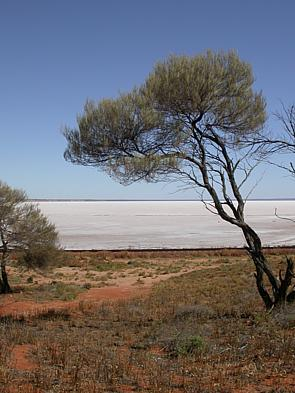
Берег озера Харт

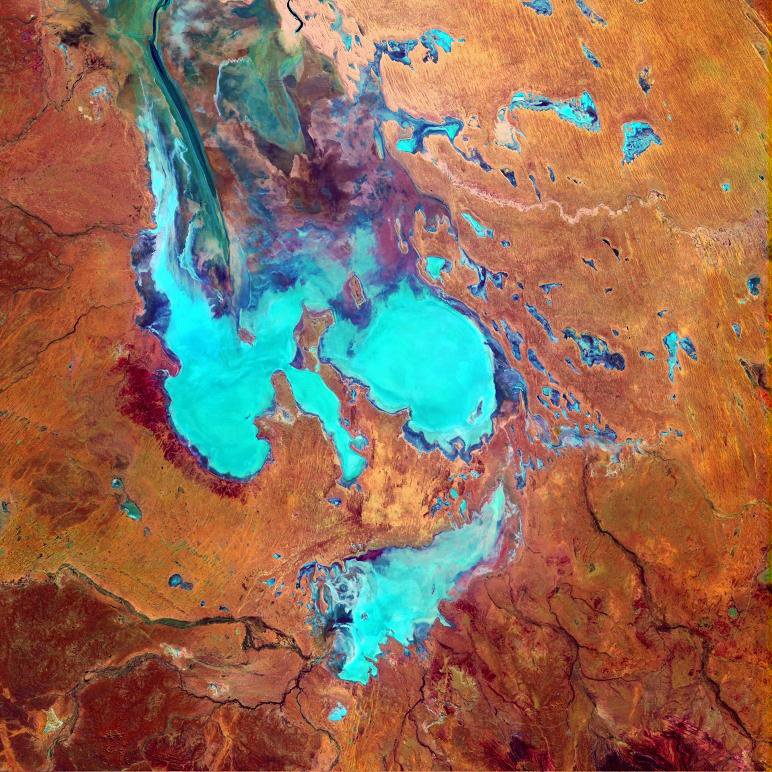
Супутниковий знимок озера Ейр

Австралія має сухий клімат, низькі показники стоку пов'язані з його давньою геологічною будовою. Тому вона має велику частку внутрішнього басейну. А саме:
- Басейн озера Ейр, включає крім озера Ейр, ще й озеро Фром.
- Озеро Торренс, на захід від хребта Фліндерс в Південній Австралії.
- Озеро Коранджамайт, надсолоне вулканічне озеро в західній Вікторії.
- Джордж, раніш мало зв'язок зі стоком басейну Муррей-Дарлінг

### Африка
- Озеро Туркана в Кенії.
- Дельта Окаванґо, безстічна внутрішня дельта в пустелі Калахарі в Ботсвані.
- Озеро Нгамі в Ботсвані.
- Озеро Чад (між Чадом і Камеруном), основне живлення річки Шарі і Логон.
- Естоша озеро в Намібії в Естошенському національному парку.
- Каттара в Єгипті.
- Мельгір в Алжирі
- Озеро Чилва в Малаві.
- Афарська улоговина в Еритреї, Ефіопії і Джибуті

### Північна Америка
- Долина Мехіко в до-колумбівський час складалось з п'яти озер, деякі з них: Тескоко, Хочімілко,Чалко.
- Озеро Крейтер в штаті Орегон.
- Озеро Девілс Північна Дакота.
- Великий Відокремлений Басейн Вайомінг.
- Великий басейн штати Невада і Юта.
- Мапимі в північній Мексиці.
- Басейн Гусмана північ Мексики, південь Нью-Мексико.
- Озеро Атітлан, гори Гватемали.

### Європа
- Нойзідлер в Австрії і Угорщині.
- Тразімено в Італії.
- Веленце в Угорщині.
- Преспа на кордоні Македонії, Албанії, Греції.

### Південна Америка

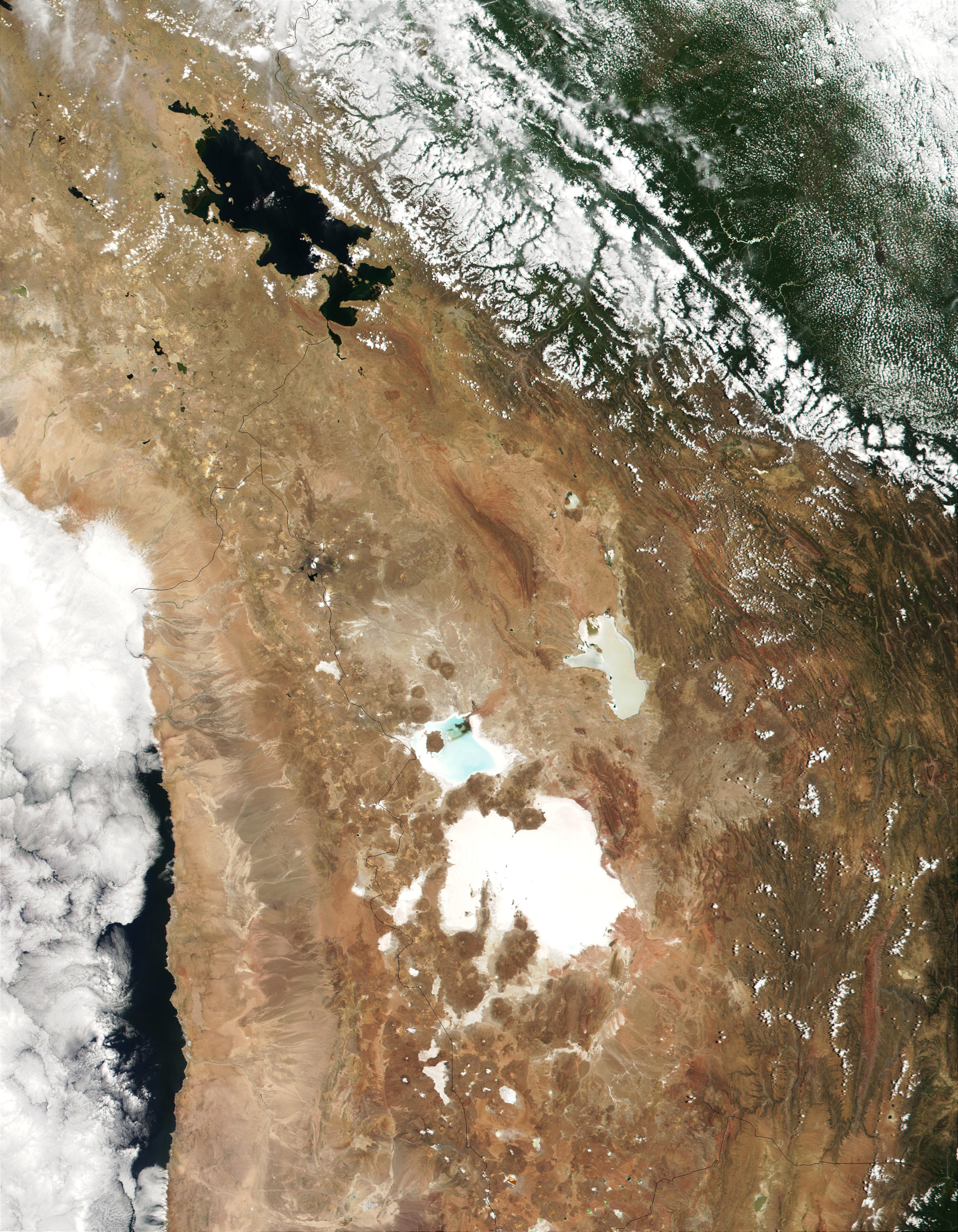
Альтіплано

- Басейн Альтіплано, другий за площею у світі.
- Озеро Валенсія (ісп. Lago de Valencia) друге за площею озеро Венесуели.
- Салар-де-Атакама, пустеля Атакама, Чилі (біля плато Альтіплано, але не його частина).
- Північно-Західний пампаський басейн, Сухі Пампаси, Аргентина.
- Південно-Західний пампаський басейн, Сухі Пампаси, Аргентина.
- Басейн озера Мар-Чикіта, провінція Кордова, Аргентина
- Месета-Самункура, Патагонія, Аргентина.

### Доісторичні
Найвідоміші:
- Чорне море, до його злиття зі Середземним морем
- Середземне море під час Мессинської кризи (5 млн років тому), коли перервався зв'язок з Атлантичним океаном.
- Озеро Лагонтан на заході США.